# Tretioscincus oriximinensis
Espèce
Tretioscincus oriximinensis est une espèce de sauriens de la famille des Gymnophthalmidae.

## Répartition
Cette espèce se rencontre en État d'Amazonas et au Pará au Brésil et dans l'État d'Amazonas au Venezuela.

## Étymologie
Son nom d'espèce, composé de oriximin[a] et du suffixe latin -ensis, « qui vit dans, qui habite », lui a été donné en référence au lieu de sa découverte, Oriximina.

## Publication originale
- Ávila-Pires, 1995 : Lizards of Brazilian Amazonia (Reptilia: Squamata). Zoologische Verhandelingen, vol. 299, p. 1-706.